# ORP Grom (1936)
Lo ORP Grom fu un cacciatorpediniere della Marina militare polacca, prima unità dell'omonima classe ed entrato in servizio nel 1937.
L'unità fu attiva durante le fasi iniziali della seconda guerra mondiale: trasferitasi nel Regno Unito poco prima dello scoppio delle ostilità, operò come unità di scorta nel teatro del Mare del Nord nonché in appoggio ai reparti terrestri nel corso della campagna di Norvegia; il Grom finì affondato il 4 maggio 1940 nel Rombaksfjord nel corso di un attacco aereo tedesco, durante gli scontri della battaglia di Narvik.

## Storia
Impostata il 17 luglio 1935 nei cantieri della J. Samuel White di Cowes, nel Regno Unito, l'unità fu varata il 20 luglio 1936 con il nome di Grom ("tuono" in lingua polacca); la nave fu quindi ufficialmente consegnata ai polacchi l'11 maggio 1937, e dopo prove in mare ed esercitazioni salpò per Gdynia nel novembre seguente in coppia con il gemello ORP Błyskawica.
Nell'imminenza dello scoppio delle ostilità tra Polonia e Germania nazista, il comando della Marina polacca destinò il Grom all'operazione Peking: il 29 agosto 1939 l'unità lasciò Gdynia insieme ai cacciatorpediniere Błyskawica e ORP Burza, dirigendo alla volta di Leith nel Regno Unito onde non rimanere imbottigliata nel Mar Baltico dalla superiorità navale tedesca e potendo così sostenere le operazioni navali degli Alleati. Durante il transito nell'Øresund il 30 agosto i tre cacciatorpediniere polacchi si imbatterono nell'incrociatore Königsberg e in un cacciatorpediniere tedesco: poiché la guerra non era ancora stata dichiarata, le due formazioni passarono al largo senza scontrarsi; il mattino del 1º settembre la squadriglia polacca si ricongiunse con due cacciatorpediniere della Royal Navy nel Mare del Nord, raggiungendo quindi le coste britanniche.
Il Grom fu quindi destinato, come le unità sue compatriote, alla scorta dei convogli navali e alla caccia dei sommergibili tedeschi nel Mare del Nord e nel Mar d'Irlanda. Il 6 novembre il Grom e il Błyskawica, diretti a soccorrere alcuni piloti britannici abbattuti nella zona del Dogger Bank, furono attaccati da una coppia di idrovolanti tedeschi Heinkel He 115 in quello che fu il primo attacco di aerosiluranti della Luftwaffe; le due unità polacche sfuggirono ai siluri nemici senza riportare danni.
All'inizio di aprile 1940 il Grom fu trasferito nella base di Rosyth, da cui iniziò le operazioni in appoggio dei reparti anglo-francesi impegnati nella campagna di Norvegia. Dopo aver condotto missioni di pattugliamento del Mare del Nord alla ricerca della flotta d'invasione tedesca diretta in Norvegia nonché operazioni di scorta ai convogli navali alleati, il 19 aprile il Grom lasciò Rosyth con gli altri due cacciatorpediniere polacchi dirigendo verso il porto di Narvik recentemente catturato dai tedeschi. Il 21 aprile il Grom fece il suo ingresso nel Vestfjorden, e tre giorni più tardi accompagnò una formazione navale britannica diretta a cannoneggiare le postazioni tedesche intorno a Narvik.
Il 4 maggio il Grom entrò nel Rombaksfjord per condurre una missione di fuoco in appoggio alle forze alleate impegnate negli scontri attorno a Narvik. Il cacciatorpediniere fu oggetto di un'incursione aerea della Luftwaffe, e un bombardiere Heinkel He 111 colpì l'unità con una bomba proprio al centro dello scafo: l'esplosione causò la detonazione del complesso lanciasiluri posto a centro nave, e lo scafo si spezzò in due tronconi affondando rapidamente. Le unità britanniche prestarono immediato soccorso ai naufraghi polacchi, ma 59 membri dell'equipaggio perirono nell'affondamento dell'unità e altri 30 rimasero feriti.